# M2 (mortaio)
L'M2 è un mortaio ad avancarica a canna liscia, utilizzato come arma di supporto per la fanteria dalle forze militari statunitensi durante la seconda guerra mondiale, la guerra di Corea e quella del Vietnam.

## Descrizione

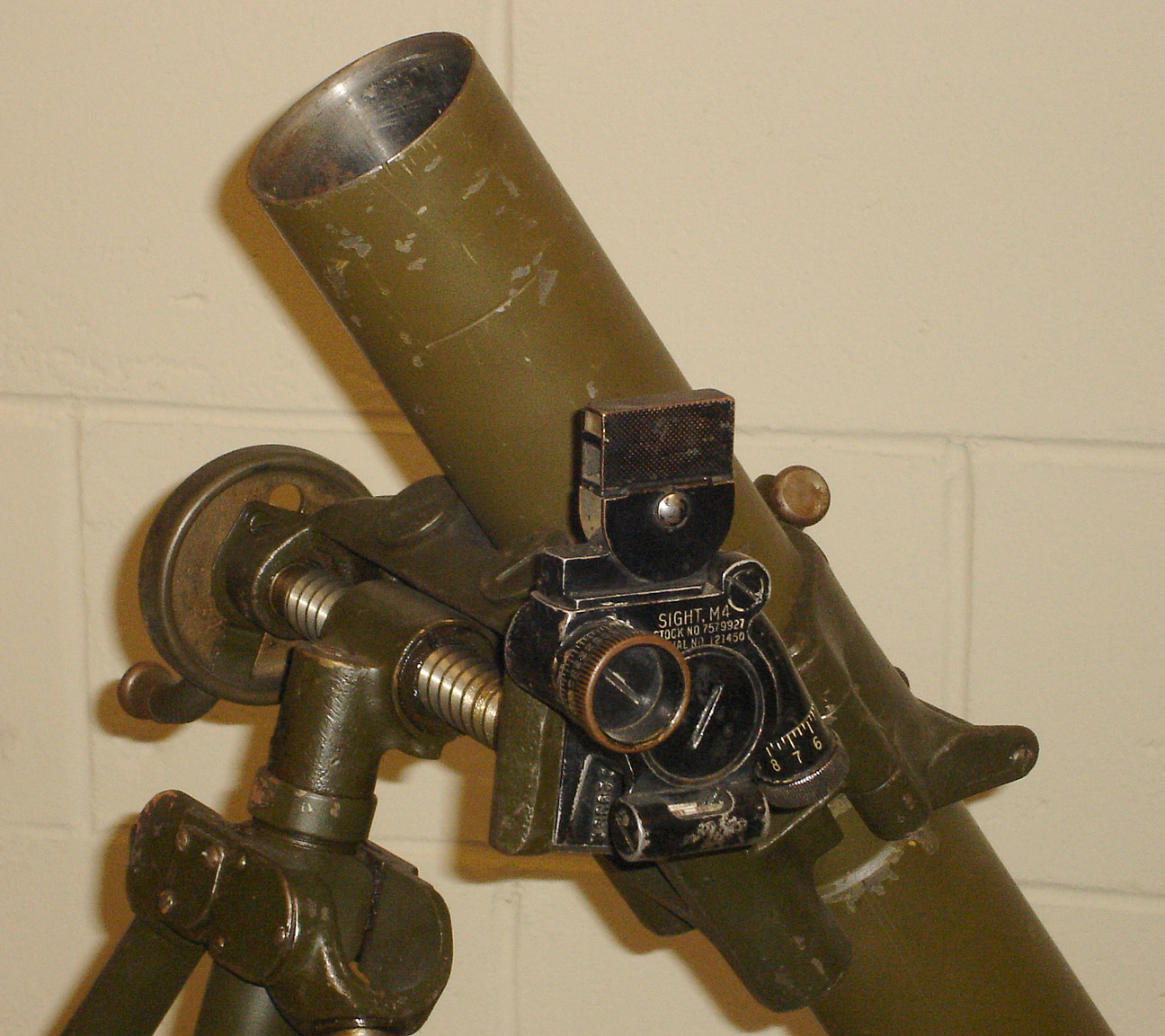
Particolare del sistema di puntamento

L'M2 da 60 mm venne sviluppato sulla base del mortaio pesante da 81 mm M1, per fornire un'arma leggera per il supporto di fuoco utilizzato a livello di compagnia. L'M2 tentò quindi di colmare il divario di fuoco e gittata esistente tra l'utilizzo dell'unico mortaio esistente, l'M1, e le granate a mano.
Normalmente impiegato da plotoni appositi all'interno delle compagnie, l'M2 è composto da un tubo di metallo ad anima liscia posto su un basamento rettangolare e sostenuto da un bipiede semplice integrato con il meccanismo di elevazione meccanica. Il percussore è stato fissato alla base del tubo, in modo tale da imprimere alla granata la spinta necessaria. Anche se classificato come mortaio leggero, l'M2 possedeva una gittata molto ampia e un'alta cadenza di fuoco rispetto ai mortai contemporanei.

## Storia
Durante la fine degli anni venti l'esercito americano iniziò a valutare l'utilizzo di un'arma leggera a supporto della fanteria; e il Dipartimento di Guerra decise di utilizzare il progetto dell'ingegnere francese Edgar Brandt, acquistando la licenza per la produzione dell'arma. Il modello di mortaio fu denominato M2, e le prime prove ebbero luogo verso la fine del 1930, e la prima richiesta di un ordine per 1.500 mortai M2 fu nel gennaio 1940.
L'arma venne usata durante la seconda guerra mondiale e durante la guerra di Corea dall'esercito degli Stati Uniti e dai Marines. Venne impiegato in servizio anche da parte delle forze francesi durante le insurrezioni in Indocina e in Algeria. Durante la guerra del Vietnam, l'M2 è stato nuovamente utilizzato dalla US Army e dai Marines, così come dalle forze sudvietnamite.

## Munizioni

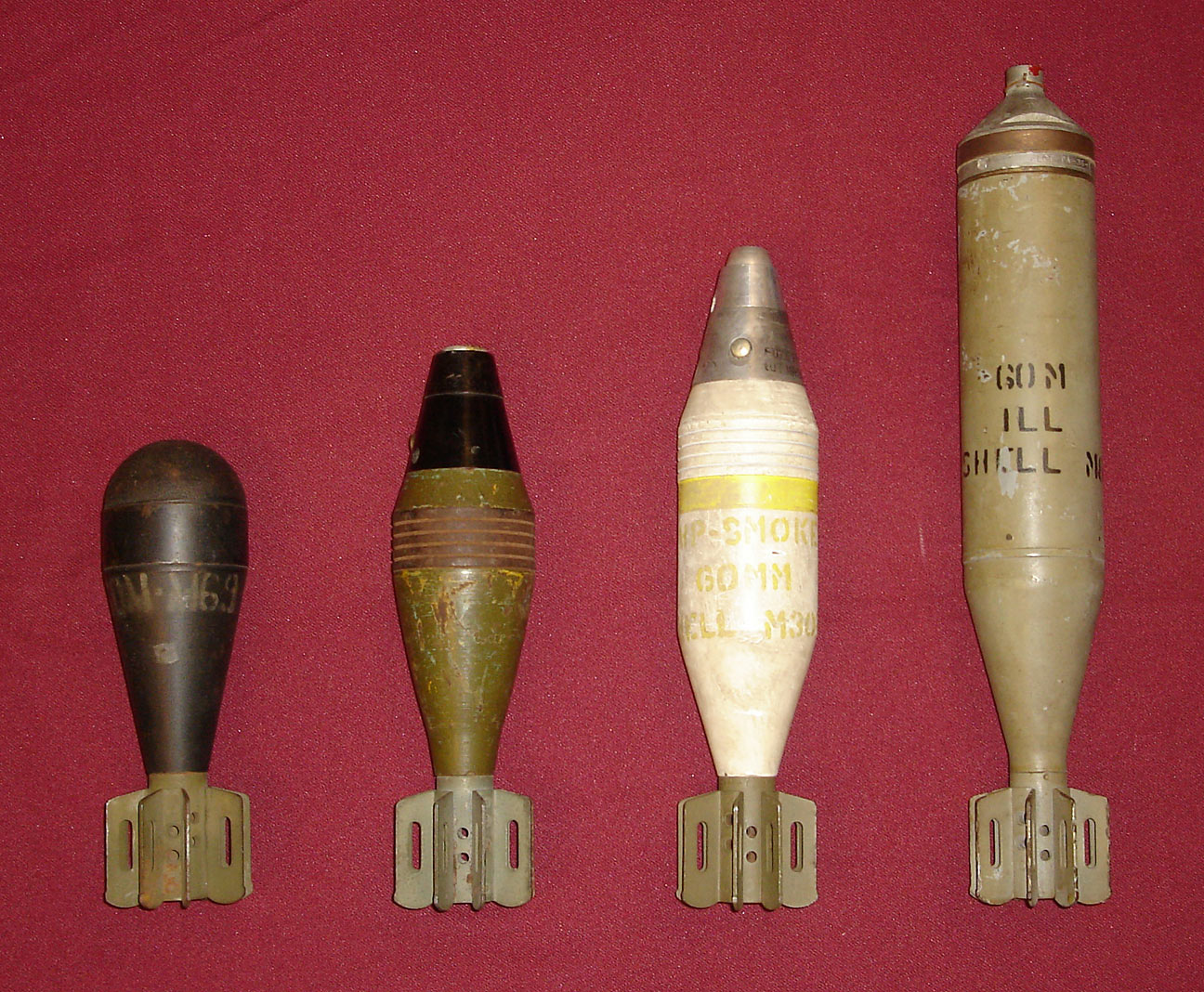
Da sinistra a destra: M69 da esercitazione, M49A2 High Explosive, M302 White Phosphorus/Smoke, M83 Illuminating

L'M2 poteva sparare diversi tipi di munizioni:
- M49A2 granata ad alto esplosivo (HE): usata contro la fanteria e altri bersagli leggeri
- M302 al fosforo bianco (WP): utilizzata come segnalazione, fumogeno
- M83 illuminante: granata utilizzata in missioni notturne che richiedono un'illuminazione per assistenza e osservazione.